# Stephen Dunham
Stephen Dunham (Boston, 14 settembre 1964 – Burbank, 14 settembre 2012) è stato un attore statunitense.

## Biografia
Nato a Boston, nel Massachusetts, è cresciuto a Manchester, New Hampshire. 
Ebbe un ruolo ne La mummia del 1999, nelle serie televisive Le cose che amo di te e True Jackson, VP. Ha recitato in molti film, serie e show televisivi. Nel 2012 ebbe un ruolo in Paranormal Activity 4.
È stato sposato con Alexondra Lee. Venne colpito da un attacco di cuore il 14 settembre 2012 e muore nel giorno del suo 48º compleanno, a Burbank, California.

## Filmografia parziale
- La mummia (The Mummy), regia di Stephen Sommers (1999)
- Traffic, regia di Steven Soderbergh (2000)
- Prova a prendermi (Catch Me If You Can), regia di Steven Spielberg (2002)
- Terapia d'urto (Anger Management), regia di Peter Segal (2003)
- Le cose che amo di te (What I Like About You) – serie TV, 8 episodi (2003)
- Quel mostro di suocera (Monster-in-Law), regia di Robert Luketic (2005)
- Agente Smart - Casino totale (Get Smart), regia di Peter Segal (2008)
- Le belve (Savages), regia di Oliver Stone (2012)
- Paranormal Activity 4, regia di Henry Joost e Ariel Schulman (2012)

## Doppiatori italiani
Nelle versioni in italiano delle opere in cui ha recitato, Stephen Dunham è stato doppiato da:
- Gaetano Varcasia in La mummia
- Antonio Sanna in Terapia d'urto
- Roberto Stocchi in Le cose che amo di te
- Roberto Certomà in Quel mostro di suocera
- Edoardo Nordio in Paranormal Activity 4